# Chrysalogonium
Chrysalogonium es un género de foraminífero bentónico de la familia Chrysalogoniidae, de la superfamilia Nodosarioidea, del suborden Lagenina y del orden Lagenida. Su especie-tipo es Nodosaria polystroma. Su rango cronoestratigráfico abarca desde el Campaniense (Cretácico superior) hasta la Actualidad.

## Discusión
Clasificaciones previas incluían Chrysalogonium en la subfamilia Nodosariinae de la familia Nodosariidae.

## Clasificación
Se han descrito numerosas especies de Chrysalogonium. Entre las especies más interesantes o más conocidas destacan:
- Chrysalogonium bortonicum
- Chrysalogonium ciperense
- Chrysalogonium deceptorium
- Chrysalogonium equisetiformis
- Chrysalogonium laeve
- Chrysalogonium polystromum
- Chrysalogonium rudis